# Загродский, Андрей Александрович
Андрей Александрович Загродский (20 ноября (2 декабря) 1886 — 30 ноября 1948, Киев) — украинский филолог, кандидат педагогических наук с 1946 года. Брат Александра Загродского, генерала УНР.

## Биография
Родился 20 ноября (2 декабря) 1886 года в селе Зеленькове (сейчас Тальновского района Черкасской области). После окончания в 1912 году Варшавского университета работал учителем русской словесности в одной из киевских гимназий.
При советской власти сосредоточился на организации народного образования и преподавании украинского и русского языков на рабфаках, педагогических курсах. С 1923 года преподавал украинский язык в вузах Киева, в том числе в университете. С февраля 1926 входит в секцию деловой речи, которая действовала при Институте украинского научного языка. С 1938 работал доцентом кафедры украинского языка Киевского университета им. Т. Шевченко.
С 1944 года — старший научный сотрудник, заведующий сектором методики языка Украинского НИИ педагогики (Киев).
Умер 30 ноября 1948 года. Похоронен в Киеве на Лукьяновском кладбище (участок № 20, ряд 15, место 20).

## Научная деятельность
Создал первые стабильные учебники украинского языка, по которым училось много поколений школьников, — «Грамматику украинского языка, ч. 1 (Фонетика и морфология)» (1938, 17-е изд. — 1956) и «Грамматику украинского языка, ч. 2 (Синтаксис)» (1946, 14-е изд. — 1959).
Тематика научных исследований 3агродского охватывает главным образом формирование орфографических навыков, повышение правописной грамотности, развитие речи учащихся. Некоторые работы:
- Вироблення орфографічних навичок в учнів, Київ 1945

- Дещо про культуру мови учня, «Радянська освіта», 1946

- До запровадження в школах нового правопису, 1947

- Про засоби з підвищення орфографічної успішності з української мови, 1948